# Cáterin Bravo Aránguiz
Pour les articles homonymes, voir Bravo.
Cáterin Bravo Aránguiz,, née le 28 décembre 1978 à Halle-sur-Saale, est une escrimeuse franco-chilienne.

## Biographie
Cáterin Bravo Aránguiz naît en 1975 à Halle-sur-Saale de parents exilés chiliens. Cinq ans plus tard, sa famille émigre en France ; elle commence alors à pratiquer l'escrime sous la coupe de son père Héctor Bravo Zamora. Son frère Carlos devient notamment maître d'armes à Lyon. Ses résultats nationaux, avec notamment un titre de championne de France cadette, lui permettent de représenter la France aux Mondiaux cadets de 1992. Elle intègre l'INSEP ainsi que le CREPS de Reims.
En 1995, après avoir perdu sa mère deux ans plus tôt, elle retourne au Chili, son père étant devenu directeur technique national de la Fédération chilienne d'escrime, et rejoint l'équipe du Chili d'escrime.
Elle remporte aux Championnats panaméricains d'escrime 2011 une médaille de bronze en épée individuelle.

## Palmarès
- Championnats panaméricains d'escrime
  -  Médaille de bronze aux championnats panaméricains d'escrime 2011 à Reno

- Jeux sud-américains
  -  Médaille d'argent aux jeux sud-américains de 2014 à Santiago
  -  Médaille d'argent par équipes aux jeux sud-américains de 2006 à Mar del Plata

## Classement en fin de saison
| Année | 2002 | 2003 | 2004 | 2006 | 2007 | 2008 | 2010 | 2011 | 2012 | 2013 | 2014 | 2016 |
| ----- | ---- | ---- | ---- | ---- | ---- | ---- | ---- | ---- | ---- | ---- | ---- | ---- |
| Rang  | 64   | 88   | 73   | 218  | 80   | 149  | 123  | 48   | 61   | 57   | 65   | 123  |